# Balambiro
Balambiro est une localité située dans le département de Tiankoura de la province de la Bougouriba dans la région Sud-Ouest au Burkina Faso. En 2006, cette localité comptait 131 habitants dont 53,4% de femmes.